# M/S Stureholm (1919)
M/S Stureholm var ett fartyg tillhörande Svenska Amerika Mexico Linien byggt på Götaverken i Göteborg 1919.

## Historia
Fartyget levererades i september 1919.
Kl 01.56 på natten den 12 december 1940 torpederades och sänktes hon i Nordsjön av den tyska ubåten U-96 när hon gick i konvoj från Nordamerika på väg till England; samtliga 32 i besättningen omkom.